# Louis Zamperini
Louis Silvie Zamperini, né le 26 janvier 1917 à Olean (États-Unis) et mort le 2 juillet 2014 à Los Angeles, est un athlète olympique et militaire américain qui fut prisonnier de guerre des Japonais pendant la Seconde Guerre mondiale (1943-1945). Après la guerre, il devient évangéliste chrétien évangélique. Sa vie a été présentée dans un livre de Laura Hillenbrand intitulé Unbroken: A World War II Story of Survival, Resilience, and Redemption (2010), qui fut adapté au cinéma par Angelina Jolie sous le titre Invincible (2014).

## Biographie
Louis Zamperini est né le 26 janvier 1917 à Olean dans l'État de New York de parents italiens immigrés, Anthony Zamperini et Louise Dossi. Il avait un grand frère, Pete, ainsi que deux jeunes sœurs, Virginia et Sylvia. En 1919, sa famille a déménagé à Torrance en Californie. Il ne parlait pas anglais, ce qui en faisait une cible facile pour le comportement d’intimidation des élèves de son école de Torrance. Son père, par conséquent, lui a appris la boxe pour qu'il puisse se défendre. Bientôt, il fut capable d'en découdre avec n'importe qui et, du même coup, il prit goût au combat et, par esprit de revanche, devint bagarreur.
C'est donc pour détourner Louis de cette tendance morbide que Pete, son grand frère, l'entraîna pour entrer dans l'équipe de course de l'école où lui-même était déjà une vedette. Pete a poussé son frère parfois malgré lui, mais à la fin de sa première année d'école, Louis termina 5e aux 600 m du All City dans la catégorie junior.

### Carrière sportive
En 1934, il devint le lycéen américain le plus rapide de tous les temps après son record de 4:21.2 au High-school Mile. Ce record ne sera battu que 19 ans plus tard.
À 19 ans et 187 jours, Louis Zamperini reste le plus jeune qualifié américain dans la course du 5 000 mètres aux Jeux olympiques.
Il finit 8e lors de la course du 5 000 mètres aux Jeux olympiques de Berlin en 1936 avec 14 min 46 s 8, mais son dernier tour de piste en 56 s (ancien record olympique) fut assez rapide pour attirer l'attention du chancelier allemand, Adolf Hitler, qui insista pour s'entretenir avec l’athlète personnellement. Comme Zamperini raconte l'histoire, Hitler lui serra la main puis dit : « Ah, tu es le garçon avec le final rapide. »
Lors de cette course, il bat le record olympique du dernier tour de course sur le 5000 mètres, qui était de 69,2 secondes auparavant : il l’a donc battu avec plus de 10 secondes de différence.
En 1938, Zamperini a également établi un record national du Collegiate Mile (4:08.3), qui a duré quinze ans et qui lui a valu le surnom de « Torrance Tornado ». Il a été double champion NCAA Mile à l'université de Californie du Sud (1938-1939) et a également mené l'USC à deux titres d'équipe NCAA Outdoor en 1938-1939.

### Carrière militaire et détention dans un camp de prisonniers de guerre

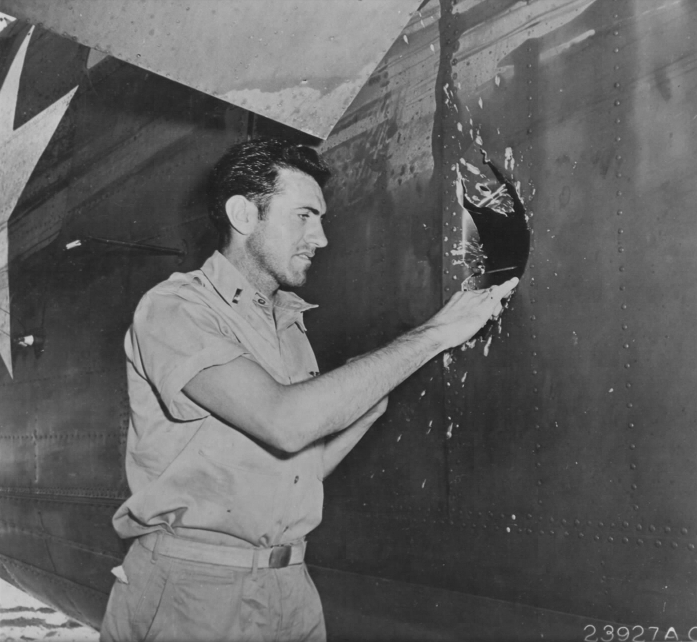
Zamperini examine un trou dans son B-24D Liberator Super Man fait par un obus de 20mm, en survolant Nauru.

Zamperini était âgé de 24 ans quand le Japon puis l'Allemagne nazie déclarèrent la guerre aux États-Unis. Il s'engagea dans l'Armée de l'Air (United States Army Air Corps) en septembre 1941 et fut nommé sous-lieutenant . Il fut envoyé dans des îles du Pacifique, Funafuti, comme bombardier sur le Consolidated B-24 Liberator Super Man. En avril 1943, pendant une mission de pilonnage de l’île de Nauru détenue par les Japonais, son avion fut gravement endommagé durant le combat. Avec le Super Man incapable de voler à nouveau et une partie de l'équipage blessée, les membres de l'équipage qui n'étaient pas blessés furent transférés à Hawaii en attendant leur réaffectation. Zamperini ainsi qu'une partie de son ancienne équipe du Super Man furent désignés pour conduire une mission de recherche d'un avion et de son équipage portés disparus. On leur donna un autre avion B-24, The Green Hornet, connu parmi les pilotes pour être un avion défectueux[réf. nécessaire]. Le 27 mai 1943, alors qu'ils menaient leur mission de recherche, les difficultés mécaniques provoquèrent le crash de l'avion à 1 370 km au sud de l'île de Oahu, tuant 8 des 11 hommes à bord.
Les trois survivants (Zamperini et ses équipiers, le pilote Russell Allen "Phil" Phillips et Francis "Mac" McNamara), avec peu de nourriture et pas d'eau, survécurent en récoltant l'eau de pluie et en mangeant des petits poissons crus. Ils attrapèrent également deux albatros, qu'ils mangèrent et dont ils utilisèrent les morceaux pour attraper des poissons - tout en se défendant constamment contre les attaques des requins et en ayant failli chavirer à cause d'une tempête. Ils furent mitraillés de multiples fois par un bombardier japonais, qui troua leur radeau pneumatique mais ne blessa aucun d'entre eux. McNamara mourut au bout de 33 jours en mer.
Durant leur 47e jour de dérive, Zamperini et Phillips atteignirent les îles Marshall et furent immédiatement capturés par la Marine japonaise. 
Ils furent détenus en captivité, sévèrement battus et maltraités jusqu'à la fin de la guerre en août 1945. Détenus initialement dans l'atoll de Kwajalein, ils furent transférés au bout de 42 jours dans le camp de prisonniers japonais Ōfuna (en), réservé aux prisonniers qui n'étaient pas enregistrés comme prisonniers de guerre. Zamperini fut ensuite transféré au camp de prisonniers tokyoïte Ōmori, puis enfin au camp de prisonniers Naoetsu situé dans le nord du Japon, où il demeura jusqu'à la fin de la guerre. Il fut tourmenté par le garde Mutsuhiro Watanabe, qui fut ultérieurement inclus dans la liste, dressée par le Général Douglas MacArthur, des 40 criminels de guerre les plus recherchés du Japon. Il fut détenu dans le même camp que le Major Gregory Boyington dont le livre Baa Baa Black Sheep narre ses discussions avec Zamperini sur les recettes de cuisine italienne, que Zamperini évoquait pour changer les idées de ses codétenus.
Zamperini avait dans un premier temps été déclaré manquant dans une mission en mer, puis, un an et un jour après sa disparition, il fut déclaré mort au combat. Il fut libéré en septembre 1945 et rentra finalement chez lui.

### Vie après la guerre
En 1949, il devint un chrétien évangélique born again lors d'une réunion à Los Angeles du prédicateur Billy Graham. En 1952, mû par un désir d’affronter une fois pour toutes les démons du passé, il se rendit au Japon, rencontrer les criminels de guerre japonais à la prison de Sugamo et leur donna son pardon. Par la suite, il devient évangéliste et associé au ministère de Billy Graham.
Quatre jours avant son 81e anniversaire en janvier 1998, Zamperini a participé au relais de la flamme olympique, en prévision des Jeux olympiques d'hiver à Nagano, au Japon, non loin d'un camp de prisonniers où il avait été détenu. Durant son séjour, il essaya de rendre visite à l'un de ses geôliers les plus brutaux, Mutsuhiro Watanabe, qui avait échappé aux poursuites des criminels de guerre, mais Watanabe refusa de le rencontrer.
En mars 2005, Zamperini retourna en Allemagne pour visiter le stade olympique de Berlin, pour la première fois depuis qu'il y avait couru. Il mourut à Los Angeles le 2 juillet 2014 à l'âge de 97 ans.

## Décorations
Louis Zamperini a reçu les décorations suivantes :   
|                                                                             |  |             |  |  |
| Bronze oak leaf cluster · Bronze oak leaf cluster                           |  |             |  |  |
| Bronze oak leaf cluster                                                     |  |             |  |  |
| Bronze oak leaf cluster · Bronze oak leaf cluster · Bronze oak leaf cluster |  |             |  |  |
| Bronze star · Bronze star · Bronze star                                     |  | Bronze star |  |  |

| Presidential Unit Citation                               |                                                          |                            |                                    |                                                      |                                                      |
| Bombardier Badge                                         |                                                          |                            |                                    |                                                      |                                                      |
| Distinguished Flying Cross                               | Distinguished Flying Cross                               | Distinguished Flying Cross | Purple Heart avec feuille de chêne | Purple Heart avec feuille de chêne                   | Purple Heart avec feuille de chêne                   |
| Air Medal avec 3 feuilles de chêne                       | Air Medal avec 3 feuilles de chêne                       | Prisoner of War Medal      | Prisoner of War Medal              | American Defense Service Medal                       | American Defense Service Medal                       |
| Asiatic-Pacific Campaign Medal avec 3 étoiles de service | Asiatic-Pacific Campaign Medal avec 3 étoiles de service | World War II Victory Medal | World War II Victory Medal         | Philippine Liberation Medal avec 1 étoile de service | Philippine Liberation Medal avec 1 étoile de service |

## Postérité
Louis Zamperini est le sujet du film d'Angelina Jolie Invincible sorti en salle en 2014. Son rôle y est tenu par l'acteur Jack O'Connell. Le film a une suite, Invincible : Le chemin de la rédemption, sorti en 2018 .